# Periodismo digital
Periodismo digital, también llamado ciberperiodismo, periodismo en línea, periodismo electrónico, prensa digital o periodismo multimedia, designa al periodismo que utiliza como entorno principal de producción y difusión de contenidos el ciberespacio. 
Esta modalidad del periodismo, que sigue el patrón del periodismo tradicional, es fruto del desarrollo de las nuevas tecnologías que se han ido implantando desde finales del siglo XX. Los medios de comunicación social como la radio, la televisión, el cine, la prensa y otros, con sus diferentes géneros y lenguajes, han ido incorporándose a internet, el nuevo soporte de redes de comunicación del siglo XX. Desde el siglo XXI es posible acceder a emisoras de radio, ver canales de televisión, ver películas, escuchar música o leer periódicos en internet.

## Hipertextualidad,multimedialidadeinteractividad
Frente a la prensa tradicional, el periodismo digital amplía los recursos periodísticos, ampliando sus posibilidades comunicativas. Su fuerza reside en tres factores fundamentales: la hipertextualidad, que permite al lector establecer relaciones entre varias informaciones dentro de la propia noticia mediante el uso de enlaces que dirigen a otros textos; la multimedialidad, que permite dotar a los contenidos periodísticos de mayor profundidad y riqueza narrativa mediante la organización sistemática de los elementos multimedia como textos, imágenes, videos, audios o animaciones, y que constituye un elemento clave para diferenciar las noticias en papel de las publicadas por la prensa digital;  y la interactividad o capacidad del lector de relacionarse con el emisor de la información, dando opción a un inmediato proceso de retroalimentación entre el emisor y el receptor de la información.
Otra virtud del periodismo digital es su capacidad de inmediatez y actualidad. Los medios digitales pueden actualizar la información en cualquier momento y desde cualquier lugar.

## Periodismo participativo
Ya en el siglo XXI, en el entorno europeo, la prensa escrita, tanto la tradicional escrita de pago, como la gratuita, ha ido perdiendo progresivamente lectores, debido a la ineficacia de un modelo de negocio que se ha manifestado obsoleto y que acusa la competencia precedente del “periodismo participativo” o participación ciudadana en la elaboración de contenidos periodísticos a través, por ejemplo, de bitácoras. Además, el aumento del ritmo de producción de información, unido al incremento de su consumo, pero de una forma rápida y sin apenas tiempo para el análisis, se ha visto favorecido por la gran oferta de servicios de microbitácoras de publicación de mensajes breves o por los servicios de redes sociales como «X», utilizados por los propios medios digitales y por los periodistas autores de las informaciones como herramientas, tanto de difusión de los contenidos de sus “cabeceras”, como de fuente de información, lo que ha planteado la potencial desconfianza ante la fiabilidad de las fuentes, el riesgo de difusión de bulos y el consiguiente descrédito de los medios.
En este horizonte desdibujado, existe la confianza de que el periodismo, en uno u otro soporte, nunca puede dejar de ser lo que siempre ha sido. Ceñirse a los hechos, no confundir opinión con información, verificar y contrastar los datos, son elementos fundamentales que antes y ahora siguen siendo los pilares básicos del periodismo. 
Por otra parte, el periodismo digital ha permitido en los últimos años el crecimiento del periodismo de cercanía. Desde la aparición en torno al 2000 de los programas de gestión de contenidos, los periodistas locales han podido llegar al público de pequeñas y grandes áreas de población e informar puntualmente, con rigor y comprensibilidad desde una perspectiva local gracias a la cercanía de la noticia y a la facilidad de su publicación y difusión.

## Nuevo periodismo
Probablemente, a lo largo del siglo XXI se llegue a una complementación entre los medios tradicionales y digitales que creará, además, nuevos sistemas éticos, y formará a nuevos profesionales de la información que se desenvolverán entre ambos mundos y que utilizarán los recursos digitales con soltura.
La convergencia entre el periodismo tradicional y digital permitirá la preservación de fundamentos básicos como  la investigación, verificación de datos, compromiso y credibilidad, con el manejo de dispositivos tecnológicos que permitan narrar y compartir información a través de múltiples canales virtuales.
Uno de los factores importantes para la supervivencia de la prensa tradicional frente a los medios digitales  pasa por que los nuevos modelos de negocio se logren afianzar, de modo que las empresas periodísticas sean capaces de convivir con el lector de la versión impresa y el de la versión digital, manteniendo el nivel de ingresos, pues se multiplican las posibilidades de captar publicidad con la integración de operaciones tradicionales con las digitales. Son diversos los modelos de negocio que se plantean, como el freemium, el metered, los micropagos o las franquicias.
El nuevo periodismo híbrido también exige la transformación del perfil del periodista, más abierto a los cambios, con mayor conocimiento del manejo de las redes sociales y otras plataformas digitales, agilidad para informar y con habilidades para producir material empleando un nuevo lenguaje y variedad de formatos.